# Château de Marcillac
Le château de Marcillac (ou Marcilhac) est un château situé au village de Saint-Cyprien sur la commune de Lendou-en-Quercy, dans le Lot en France.

## Historique
Les façades, toitures et escalier intérieur de l'édifice sont inscrits au titre des monuments historiques le 7 juillet 1977 et le château en totalité est inscrit par arrêté du 17 septembre 2024.